# Italian Open 2011 (теніс)
Italian Open 2011 (також відомий під назвою Rome Masters 2011 і спонсорською назвою Internazionali BNL d'Italia 2011) - чоловічий і жіночий тенісний турнір, що проходив на відкритих кортах з ґрунтовим покриттям Foro Italico у Римі (Італія). Це був 68-й за ліком турнір. Належав до категорії Мастерс у рамках Туру ATP 2011 і категорії Premier 5 у рамках Туру WTA 2011. Тривав з 9 до 15 травня 2011 року.

## Очки і призові

### Нарахування очок
| Стадія                 | Чоловіки, одиночний розряд | Чоловіки, парний розряд | Жінки, одиночний розряд | Жінки, парний розряд |
| ---------------------- | -------------------------- | ----------------------- | ----------------------- | -------------------- |
| Чемпіон                | 1000                       | 1000                    | 900                     | 900                  |
| Фіналіст               | 600                        | 600                     | 620                     | 620                  |
| півфінал               | 360                        | 360                     | 395                     | 395                  |
| чвертьфінал            | 180                        | 180                     | 225                     | 225                  |
| 1/8 фіналу             | 90                         | 90                      | 125                     | 125                  |
| 1/16 фіналу            | 45                         | 10                      | 70                      | 1                    |
| 1/32 фіналу            | 10                         | –                       | 1                       | –                    |
| кваліфаєр              | 25                         | –                       | 30                      | –                    |
| фіналіст кваліфікації  | 14                         | –                       | 20                      | –                    |
| 1-й раунд кваліфікації |                            | –                       | 1                       | –                    |

### Призові гроші
| Стадія                | Чоловіки, одиночний розряд | Чоловіки, парний розряд | Жінки, одиночний розряд | Жінки, парний розряд |
| --------------------- | -------------------------- | ----------------------- | ----------------------- | -------------------- |
| Чемпіон               | €438,000                   | €134,500                | €350,000                | €100,000             |
| Фіналіст              | €205,000                   | €63,400                 | €175,000                | €50,000              |
| півфінал              | €104,400                   | €32,000                 | €87,500                 | €25,000              |
| чвертьфінал           | €53,500                    | €16,400                 | €40,000                 | €12,500              |
| 1/8 фіналу            | €27,750                    | €8,540                  | €20,000                 | €6,250               |
| 1/16 фіналу           | €14,635                    | €4,550                  | €10,275                 | €3,170               |
| 1/32 фіналу           | €7,715                     | –                       | €5,400                  | –                    |
| фіналіст кваліфікації | €1,820                     | –                       | €2,900                  | –                    |
| 1 раунд кваліфікації  | €900                       | –                       | €1,500                  | –                    |

## Учасники

### Сіяні учасники
| Країна          | Гравець          | Рейтинг1 | Сіяний |
| --------------- | ---------------- | -------- | ------ |
| Іспанія         | Рафаель Надаль   | 1        | 1      |
| Сербія          | Новак Джокович   | 2        | 2      |
| Швейцарія       | Роджер Федерер   | 3        | 3      |
| Велика Британія | Енді Маррей      | 4        | 4      |
| Швеція          | Робін Содерлінг  | 5        | 5      |
| Іспанія         | Давид Феррер     | 6        | 6      |
| Чехія           | Томаш Бердих     | 7        | 7      |
| Австрія         | Юрген Мельцер    | 8        | 8      |
| Іспанія         | Ніколас Альмагро | 9        | 9      |
| Франція         | Гаель Монфіс     | 10       | 10     |
| США             | Марді Фіш        | 11       | 11     |
| США             | Енді Роддік      | 12       | 12     |
| Росія           | Михайло Южний    | 13       | 13     |
| Швейцарія       | Стен Вавринка    | 14       | 14     |
| Сербія          | Віктор Троїцький | 15       | 15     |
| Франція         | Рішар Гаске      | 16       | 16     |

- Рейтинг подано станом на 2 травня 2011.

### Інші учасники
Гравці, що отримали вайлд-кард на участь в основній сітці:
- Сімоне Болеллі
- Фабіо Фоніні
- Потіто Стараче
- Філіппо Воландрі

Нижче наведено гравців, які пробились в основну сітку через стадію кваліфікації:
- Ігор Андрєєв
- Пабло Куевас
- Віктор Генеску
- Лукаш Кубот
- Паоло Лоренці
- Кей Нісікорі
- Пере Ріба

Гравці, що потрапили в основну сітку як щасливі лузери:
- Адріан Маннаріно
- Яркко Ніємінен
- Карлос Берлок

### Відмовились від участі
Відомі гравці, що знялись з турніру:
- Іван Додіг (грає натомість у Zagreb Challenger)
- Ернестс Гульбіс (знявся due to respiratory problems)[10]
- Янко Типсаревич (знявся через травму лівої ноги)[11]
- Давід Налбандян (знявся через хворобу)[12]
- Томмі Робредо
- Гаель Монфіс (знялись через нездужання)[13]
- Давид Феррер (знявся через хворобу)[10]
- Кей Нісікорі

## Учасниці

### Сіяні учасниці
| Країна    | Гравчиня               | Рейтинг1 | Сіяна |
| --------- | ---------------------- | -------- | ----- |
| Данія     | Каролін Возняцкі       | 1        | 1     |
| Італія    | Франческа Ск'явоне     | 4        | 2     |
| Білорусь  | Вікторія Азаренко      | 5        | 3     |
| КНР       | Лі На                  | 6        | 4     |
| Сербія    | Єлена Янкович          | 7        | 5     |
| Австралія | Саманта Стосур         | 8        | 6     |
| Росія     | Марія Шарапова         | 9        | 7     |
| Польща    | Агнешка Радванська     | 11       | 8     |
| Франція   | Маріон Бартолі         | 12       | 9     |
| Ізраїль   | Шахар Пеєр             | 13       | 10    |
| Росія     | Світлана Кузнецова     | 14       | 11    |
| Німеччина | Андреа Петкович        | 15       | 12    |
| Сербія    | Ана Іванович           | 17       | 13    |
| Естонія   | Кая Канепі             | 19       | 14    |
| Італія    | Флавія Пеннетта        | 20       | 15    |
| Росія     | Анастасія Павлюченкова | 21       | 16    |

- Рейтинг подано станом на 2 травня 2011.

### Інші учасниці
Гравчині, що отримали вайлд-кард на участь в основній сітці:
- Альберта Бріанті
- Корінна Дентоні
- Роміна Опранді

Нижче наведено гравчинь, які пробились в основну сітку через стадію кваліфікації:
- Полона Герцог
- Варвара Лепченко
- Крістіна Макгейл
- Анабель Медіна Гаррігес
- Аранча Парра Сантонха
- Таміра Пашек
- Анастасія Родіонова
- Шанелль Схеперс

Гравчині, що потрапили в основну сітку як щасливі лузери:
- Анджелік Кербер
- Чжен Цзє

### Відмовились від участі
Відомі гравчині, що знялись з турніру:
- Кім Клейстерс (torn ligaments, right ankle)[14]
- Домініка Цібулкова (left abdominal injury)
- Юлія Гергес (травма спини)
- Анна Чакветадзе (знялись через нездужання)
- Агнеш Савай (травма спини)
- Серена Вільямс (pulmonary embolism)[14]
- Вінус Вільямс (torn abdominal)[14]

## Фінальна частина

### Чоловіки. Одиночний розряд
Новак Джокович —  Рафаель Надаль, 6–4, 6–4
- Для Джоковича це був 7-й титул за сезон і 25-й - за кар'єру. Це був його 39-й підряд виграний матч. Це була його друга перемога в Римі (перша була 2008 року). Це був його 4-й титул Мастерс за сезон і 9-й - за кар'єру.[1]

### Одиночний розряд. Жінки
Марія Шарапова —  Саманта Стосур, 6–2, 6–4
- Для Шарапової це був 1-й титул за рік і 23-й - за кар'єру.

### Парний розряд. Чоловіки
Джон Ізнер /  Сем Кверрі —  Марді Фіш /  Енді Роддік, w/o

### Парний розряд. Жінки
Пен Шуай /  Чжен Цзє —  Ваня Кінґ /  Ярослава Шведова, 6–2, 6–3